# Circonscriptions des Tunisiens de l'étranger
Les circonscriptions des Tunisiens de l'étranger regroupent dix circonscriptions électorales tunisiennes qui s'ajoutent aux 151 circonscriptions nationales. Elles divisent le monde en dix parties : la France (subdivisée en trois), l'Italie, l'Allemagne, le reste de l'Europe, le monde arabe, l'Asie et l'Australie, l'Afrique et les Amériques.

## Circonscriptions (2011-2022)
| Nombre des sièges dans les circonscriptions électorales | Nombre des sièges dans les circonscriptions électorales | Nombre des sièges dans les circonscriptions électorales           | Nombre des sièges dans les circonscriptions électorales |
| Poids électoral                                         | Circonscription                                         | Couverture territoriale                                           | Sièges                                                  |
| ------------------------------------------------------- | ------------------------------------------------------- | ----------------------------------------------------------------- | ------------------------------------------------------- |
| Tunisiens de l'étranger (18 sièges parmi 217)           | France 1 Nord                                           | France - Consulats de Paris, Pantin et Strasbourg                 | 5                                                       |
| Tunisiens de l'étranger (18 sièges parmi 217)           | France 2 Sud (ar)                                       | France - Consulats de Lyon, Toulouse, Grenoble, Nice et Marseille | 5                                                       |
| Tunisiens de l'étranger (18 sièges parmi 217)           | Italie (ar)                                             | Italie                                                            | 3                                                       |
| Tunisiens de l'étranger (18 sièges parmi 217)           | Allemagne (ar)                                          | Allemagne                                                         | 1                                                       |
| Tunisiens de l'étranger (18 sièges parmi 217)           | Amériques et reste de l'Europe (ar)                     | Amérique et reste de l'Europe                                     | 2                                                       |
| Tunisiens de l'étranger (18 sièges parmi 217)           | Pays arabes et reste du monde (ar)                      | Monde arabe et reste du monde                                     | 2                                                       |

## Circonscriptions (depuis 2022)
Le décret-loi no 2022-55 du 15 septembre 2022 modifie la carte électorale.
| Nombre des sièges dans les circonscriptions électorales | Nombre des sièges dans les circonscriptions électorales | Nombre des sièges dans les circonscriptions électorales | Nombre des sièges dans les circonscriptions électorales |
| Poids électoral                                         | Circonscription                                         | Couverture territoriale                                 | Sièges                                                  |
| ------------------------------------------------------- | ------------------------------------------------------- | ------------------------------------------------------- | ------------------------------------------------------- |
| Tunisiens de l'étranger (10 sièges parmi 161)           | France 1                                                | France - Consulats de Paris, Pantin et Strasbourg       | 1                                                       |
| Tunisiens de l'étranger (10 sièges parmi 161)           | France 2 (ar)                                           | France - Consulats de Grenoble, Lyon et Toulouse        | 1                                                       |
| Tunisiens de l'étranger (10 sièges parmi 161)           | France 3                                                | France - Consulats de Marseille, Nice et Toulon         | 1                                                       |
| Tunisiens de l'étranger (10 sièges parmi 161)           | Italie (ar)                                             | Italie                                                  | 1                                                       |
| Tunisiens de l'étranger (10 sièges parmi 161)           | Allemagne (ar)                                          | Allemagne                                               | 1                                                       |
| Tunisiens de l'étranger (10 sièges parmi 161)           | Reste des pays européens                                | Reste de l'Europe                                       | 1                                                       |
| Tunisiens de l'étranger (10 sièges parmi 161)           | Pays arabes                                             | Monde arabe                                             | 1                                                       |
| Tunisiens de l'étranger (10 sièges parmi 161)           | Asie et Australie                                       | Asie et Australie                                       | 1                                                       |
| Tunisiens de l'étranger (10 sièges parmi 161)           | Afrique                                                 | Afrique                                                 | 1                                                       |
| Tunisiens de l'étranger (10 sièges parmi 161)           | Amériques                                               | Amériques                                               | 1                                                       |